# Batalla de las islas Lípari
La batalla de las islas Lípari o batalla del puerto de Lípari fue un enfrentamiento naval que se libró en 260 a. C. durante la primera guerra púnica. Una escuadra de veinte barcos cartagineses mandados por Boodes sorprendió a diecisiete navíos romanos bajo el mando del cónsul principal, Cneo Cornelio Escipión, en el puerto de Lipari. Los cartagineses arrebataron todos sus barcos a los inexpertos romanos y apresaron a su jefe.
Los romanos acababan de construir una flota con el fin de disputar el control del Mediterráneo occidental a los cartagineses y Escipión se aventuró con su escuadra hasta las islas Lípari. La batalla fue poco más que una escaramuza, pero destaca por ser el primer combate naval de las guerras púnicas y la primera vez que los buques de guerra romanos participaron en una batalla. Escipión fue rescatado después de la batalla y conocido a partir de entonces como Asina (en latín, «burra»). Los romanos ganaron las dos batallas navales siguientes a la de Lípari, de mayor importancia, y merced a ello equilibraron la situación bélica en el mar.

## Situación

### Operaciones en Sicilia

Territorio controlado por Roma y Cartago al comienzo de la primera guerra púnica.

Los Estados de Cartago y Roma entraron en guerra en el 264 a. C., momento en el que comenzó la primera guerra púnica. Cartago era una potencia marítima bien establecida en el Mediterráneo occidental; Roma había unificado recientemente la Italia continental al sur del río Arno. Esta expansión probablemente hizo inevitable que eventualmente chocara con Cartago por Sicilia con algún pretexto. La causa inmediata de la guerra fue la cuestión del control de la ciudad siciliana de Messana (la moderna Mesina).
Los cartagineses estaban comprometidos con su política tradicional de esperar a que sus oponentes se agotaran, con la expectativa de recuperar parte o todas las posesiones que pudiesen perder durante la contienda y negociar un tratado de paz mutuamente satisfactorio.

### Barcos

Representación de la posición de los remeros de los tres remos diferentes en un trirreme griego.

El buque de guerra típico de esta guerra fue el quinquerreme, una nave de cinco remos, como indica el nombre. Era una galera de unos cuarenta y cinco metros de eslora, cinco de manga a nivel del agua y un francobordo de unos tres metros, que desplazaba alrededor de cien toneladas largas (ciento diez toneladas cortas; cien toneladas). El experto en galeras John Coates sugiere que estos barcos podían navegar a una velocidad de siete nudos (13 km/h) durante períodos prolongados. La moderna réplica de la galera Olympiasha alcanzó velocidades de ocho nudos y medio (16 km/h) y navegó a cuatro nudos (7,4 km/h) durante horas y horas.
Las embarcaciones se construyeron como catafractos, o barcos «protegidos», es decir, con una cubierta completa, para poder transportar mejor a los infantes de marina y a las catapultas; también tenían unas estructuras anexas al casco principal en las que se disponían los remeros. Estas permitían fortalecer el casco, aumentar la capacidad de carga y mejorar las condiciones de los remeros. La teoría generalmente aceptada con respecto a la disposición de los remeros en quinquerremes es que había conjuntos —o filas— de tres remos, uno encima del otro, con dos remeros en cada uno de los dos remos superiores y uno en el inferior (un total de cinco remeros por fila), orden que se repetía a lo largo de los costados de la galera en las veintiocho filas de cada borda, por lo que había un total de doscientos ochenta remeros.
En 260 a. C. los romanos se propusieron construir una flota y utilizaron un quinquerreme cartaginés naufragado como modelo para el suyo. La falta de experiencia en construcción naval hizo que construyeran copias que eran más pesadas que las embarcaciones cartaginesas, lo que las hacía más lentas y menos maniobrables. El quinquerreme fue el caballo de batalla de las flotas romanas y cartaginesas durante las guerras púnicas, aunque también se mencionan ocasionalmente a los hexarremes —seis remeros por banco—, a los cuatrirremes —cuatro remeros por banco— y a los trirremes —tres remeros por banco—. Tan ubicuo era este tipo de navío que Polibio lo usa como sinónimo de «buque de guerra» en general. Un quinquerreme contaba con una tripulación de trescientos hombres, de los cuales doscientos ochenta eran remeros y veinte tripulantes y oficiales de cubierta. Normalmente también llevaba una dotación de cuarenta infantes de marina, número que aumentaba hasta los ciento veinte cuando se preveía un combate inminente.

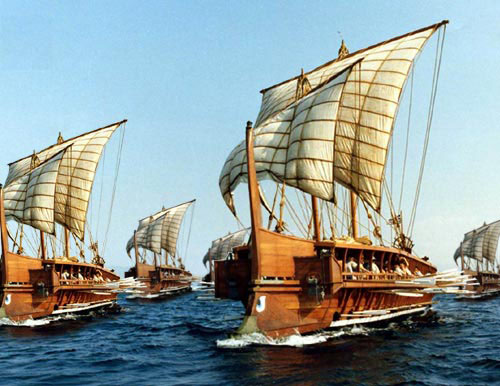
Recreación de una flota de trirremes.

Conseguir que los remeros remaran como una unidad, así como ejecutar maniobras de batalla más complejas, requería un entrenamiento largo y arduo, y al menos la mitad de los remeros necesitarían tener algo de experiencia para que el barco se pudiera manejar con eficacia. Todos los buques de guerra estaban equipados con un ariete y un juego triple de hojas de bronce de sesenta centímetros de ancho que pesaban hasta doscientos setenta kilogramos colocadas en la línea de flotación. Se fabricaban individualmente por el método de la cera perdida para encajarlas de manera inamovible en la proa de la galera y se aseguraban con púas de bronce. El abordaje se había vuelto cada vez más común y había ido sustituyendo a la embestida como sistema de ataque durante el siglo anterior a las guerras púnicas, ya que los buques más grandes y pesados adoptados en este período carecían de la velocidad y maniobrabilidad necesarias para arremeter al enemigo, al tiempo que la construcción más robusta de los cascos reducía el efecto del ariete incluso en el caso de un impacto directo del espolón.

## Batalla
La tradición romana fijaba que el mando de los ejércitos correspondía a dos hombres elegidos anualmente, los cónsules. El patricio Cneo Cornelio Escipión, el cónsul mayor del año, recibió el mando de la flota y se hizo a la mar con los primeros diecisiete barcos fabricados. Como nunca antes los romanos habían construido buques de guerra, la escuadra pasó algún tiempo adiestrándose en aguas dominadas por la república antes de poner rumbo a Messana; allí ancló para esperar la llegada del grueso de la flota mientras facilitaba el cruce del ejército de tierra a Sicilia.
Mientras Escipión estaba en el estrecho de Mesina, le comunicaron que la guarnición de la ciudad de Lipari estaba dispuesta a desertar al bando romano. Lipari era el puerto principal de las islas Lípari y era una amenaza constante para las comunicaciones romanas en el estrecho. Aunque sus tripulaciones todavía no tenían experiencia y los barcos recién diseñados y construidos todavía estaban pasando pruebas en el mar, el cónsul no pudo resistir la tentación de conquistar una ciudad importante sin luchar y zarpó hacia Lipari. Algunas fuentes antiguas han sugerido que la oferta de entregar Lipari fue una artimaña inspirada por Cartago para animar a los romanos a llevar a sus barcos donde pudieran ser emboscados, pero las fuentes no dan muchos detalles y suelen ser prorromanas.
Los romanos entraron en el puerto de Lipari. La flota cartaginesa estaba a las órdenes mando de Aníbal Giscón, el general que había mandado la guarnición de Agrigento, y tenía su base en Panormus (la actual Palermo) a unos cien kilómetros de Lípari. Cuando se enteró del avance de los romanos hacia Lipari, envió veinte barcos al mando de Boodes, un aristócrata cartaginés, a la ciudad. Los cartagineses llegaron de noche y atraparon a los romanos en el puerto; Boodes dispuso que sus navíos acometiesen a la escuadra enemiga a la mañana siguiente. Los hombres de Escipión ofrecieron poca resistencia: fue palmaria la ventaja de los veteranos marinos cartagineses frente a los novatos romanos, a los que vencieron rápidamente. Algunos romanos entraron en pánico y huyeron tierra adentro y el propio cónsul fue hecho prisionero, junto con muchos de los otros altos oficiales romanos. Algunos relatos posteriores dicen que los cartagineses capturaron a Escipión a traición mientras parlamentaba, pero esto probablemente sea una invención romana. Todos los barcos romanos fueron apresados, la mayoría con pocos daños. La batalla fue poco más que una escaramuza, pero se recuerda por haber sido el primer choque naval de las guerras púnicas y la primera vez que los buques de guerra romanos habían disputado una batalla.

## Consecuencias

El corvus, el sistema de abordaje romano.

Más tarde, Escipión fue liberado, probablemente rescatado. Su fácil derrota le valió el peyorativo cognomen Asina, que significa burro en latín. Este cognomen era más insultante porque «asina» era la forma femenina de la palabra burro, en oposición a la forma masculina «asinus». A pesar de esto, la carrera de Escipión prosperó y consiguió ser cónsul por segunda vez en 254 a. C.
Aníbal Giscón se encontró con el grueso de la flota enemiga mientras exploraba, poco después de la victoria de Lipari; escapó, aunque perdió la mayoría de sus cincuenta barcos. Después de esta escaramuza, los romanos instalaron los corvus en sus barcos. Este nuevo elemento era un puente de 1,2 m de ancho y 11 m de largo, con una púa grande y pesada en la parte inferior diseñada para perforar y encajarse en la cubierta de los barcos enemigos, que facilitaba el abordaje de los infantes de marina.
Ese mismo año, el compañero de Escipión, Cayo Duilio, entregó el mando de las unidades del ejército a sus subordinados y asumió el de la flota con la intención de buscar al enemigo y dar batalla. Las dos flotas se encontraron frente a la costa de Milas, donde se libró la batalla homónima. Aníbal Giscón tenía ciento treinta barcos, y el historiador John Lazenby calcula que Duilio contaba aproximadamente con el mismo número. Los romanos derrotaron a los cartagineses gracias al corvus y capturaron cincuenta de sus embarcaciones.
La guerra duraría otros diecinueve años antes de terminar con una derrota cartaginesa y una paz negociada. A partir de entonces, Roma fue la principal potencia militar en el Mediterráneo occidental y, cada vez más, en la región mediterránea en su conjunto. Los romanos habían construido más de mil galeras durante la guerra, y esta experiencia de construcción, dotación, entrenamiento, suministro y mantenimiento de tantos barcos sentó las bases para el dominio marítimo de Roma durante seiscientos años.

## Fuentes

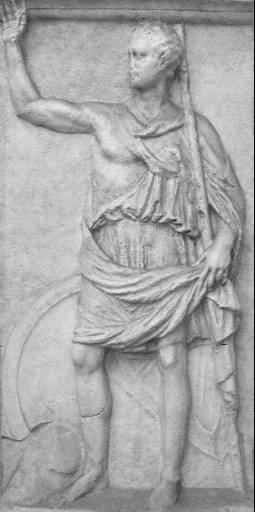
Polibio «un historiador notablemente bien informado, trabajador y perspicaz».